# Друцкие-Толочинские
Друцкие-Толочинские (Шишевские-Толочинские) — литовский княжеский род, ветвь князей Друцких, пресекшийся в 1546 году. Пользовались гербом Друцк.
Ветвь князей Толочинских происходит от князя Михаила Ивановича Путятича, одного из сыновей князя Ивана Друцкого Путяты. Об этом князе нет документальных известий, но его место в генеалогии Друцких следует из сообщений его внучек и внука, князя Василия Толочинского, называющего князей Горских своими братьями.
Сын Михаила князь Юрий Михайлович в 1499—1509 годах писался князем Шишевским по своей вотчине Шишево под селением Горы в позднейшей Могилевской губернии, затем Толочинским по владению Толочин в Друцком княжестве, куда он, по-видимому, перебрался в конце жизни. В 1512 году после смерти родственницы, Софии Рогатынской, в замужествах княгини Кобринской, Пацевой и Радзивилловой, получил имение Любониче, которое король Сигизмунд в 1522 году (очевидно, после смерти князя Юрия) вернул семейству Пацев. У Юрия Михайловича был сын Василий Толочинский и Друцкий, и дочери Людмила и Анастасия.
Василий Юрьевич Толочинский впервые упоминается в 1528 во время дворянского смотра, на который он выставил 10 всадников. 27 мая 1536 он получил привилей на Гомельский замок, недавно отвоеванный у русских, а 13 февраля 1538, как гомельский наместник, такой же привилей на Оршанский замок, из-за старости и болезни князя Федора Ивановича Заславского. В 1539 году, после смерти князя Заславского, стал наместником Оршанским. Владел Толочином, частью Басеи и Шишевым, а по разделу земель князя Дмитрия Путятича получил Радчу, Старосело и Коханов в Друцком княжестве. Также получил значительную часть земель князя Ивана Красного.
Владения князя Василия были им в 1544 году разделены между его женой Марией Богдановной, дочерью князя Богдана Ивановича Заславского, вышедшей вторым браком за воеводу Новогрудского Ивана Горностая, и его сестрами. Король Сигизмунд II утвердил раздел 21 марта 1545. Мария Заславская передала пасынкам Ивану, Гавриле и Остафию Горностаям свои права на мужнино наследство, составлявшее большую часть владений рода Толочинских.
Людмила Юрьевна Толочинская была замужем за князем Богданом Путятичем, затем за Юрием Хребтовичем. В 1549—1551 годах она судилась с вдовой брата из-за наследства. Анастасия Юрьевна также была два раза замужем: первый за князем Константином Федоровичем Соколинским-Коноплей, вторым за Романом Гарасимовичем, городничим Витебска. Единственная дочь от первого брака княжна Богдана Соколинская была выдана замуж за Ивана Ивановича Сапегу, который и унаследовал Сокольню, Старосело, Коханов за Днепром, Басею, Шишево в Оршанском повете и Дречилуки в Витебском повете.

## Родословная
```
Иван Друцкий Путята
 (ум. после 1466) 
│
├─> 
Василий Путятич
 —> 
Друцкие-Горские

│
├─> 
Михаил Путятич
, князь Шишевский?
│   │
│   └─> 
Юрий
 (ум. до 1522) 
│       │
│       ├─> 
Василий
 (ок. 1480—1546)
│       │   X 
Мария Богдановна Заславская
 (ум. 1559)
│       │
│       ├─> 
Людмила
 (ум. после 1567)
│       │   X князь 
Богдан Путятич

│       │   X 
Юрий Хребтович

│       │
│       └─> 
Анастасия
 (ум. после 1569)
│           X князь 
Константин Федорович Соколинский-Конопля

│           X 
Роман Гарасимович

│
├─> 
Иван Путятич
 —> 
Путятины

│
└─> 
Дмитрий Путятич
 (ум. 1505), воевода Киевский
```